# Anfotero
In chimica un anfotero è una sostanza che può manifestare sia un comportamento acido che uno basico.
Alcuni esempi di sostanze anfotere sono gli amminoacidi e l'acqua. Molti metalli, come lo zinco, lo stagno, l'alluminio e il berillio hanno ossidi anfoteri.
Per esempio, l'ossido di zinco (ZnO) reagisce in modo diverso secondo il pH della soluzione in cui si trova:
con pH acido:
{\displaystyle {\ce {ZnO + 2H3O+ -> Zn^2+ + 3H2O}}}
con pH basico:
{\displaystyle {\ce {ZnO + H2O + 2OH- -> [Zn(OH)4]^2-}}}
Questo effetto può essere utilizzato per separare diversi cationi, come lo zinco dal manganese.
Altro esempio per l'acqua:
{\displaystyle {\ce {2H2O <=> OH- + H3O+}}}     (reazione di autodissociazione o autoprotolisi dell'acqua)
Le due molecole d'acqua si dissociano e una acquista un protone formando il catione ossonio, a carattere acido, mentre l'altra cede un suo protone e diviene l'anione idrossido, che ha carattere basico.
Come l'ossido di zinco si comportano altri materiali come alluminio, stagno, piombo e cromo.
Esistono anche composti pseudo anfoteri, i quali, pur avendo un sito basico ed uno acido non reagiscono come previsto. Ciò accade perché uno dei due siti è molto acido o molto basico, tendendo quindi a protonare (il sito basico) o a deprotonare (il sito acido) in modo molto più forte, non facendo reagire l'altro sito con l'ambiente di reazione. Esempio di questi composti sono gli acidi solfonico con gruppi amminici.